# Konwertaza angiotensyny
Konwertaza angiotensyny, ACE (ang. angiotensin-converting enzyme) – glikoproteina, enzym z grupy egzopeptydaz, występuje w płucach. Katalizuje odszczepienie C-końcowego dipeptydu od dekapeptydu angiotensyny I, dając oktapeptyd angiotensynę II. Inhibitorami tego enzymu są głównie nonapeptydowe analogi angiotensyny I. Konwertaza angiotensyny rozkłada również bradykininę, będącą silnym czynnikiem rozszerzającym naczynia. Tak więc enzym ten podwyższa ciśnienie tętnicze w dwojaki sposób.
Stężenie ACE we krwi zwiększa się w niektórych chorobach zwyrodnieniowych, takich jak sarkoidoza, amyloidoza, reumatoidalne zapalenie stawów, pylica i fibroza płuc, marskość wątroby, nadciśnienie tętnicze, przewlekła niewydolność nerek, a także w trądzie.
- Nazwa: Angiotensin-converting enzyme
- Symbol: ACE, ACE1, CD 143, kininaza II
- Numer EC: 3.4.15.1
- Chromosom: 17

Główną funkcją konwertazy angiotensyny jest katalizowanie reakcji przemiany angiotensyny I w angiotensynę II.